# Despotovac
Despotovac (cyr. Деспотовац) – miasto w Serbii, w okręgu pomorawskim, siedziba gminy Despotovac.  W 2011 roku liczyło 4197 mieszkańców.